# Sitzendorf (Turíngia)
Sitzendorf é um município da Alemanha localizado no distrito de Saalfeld-Rudolstadt, estado de Turíngia.
Sitzendorf é membro e sede do Verwaltungsgemeinschaft de Mittleres Schwarzatal.